# Pang Tong

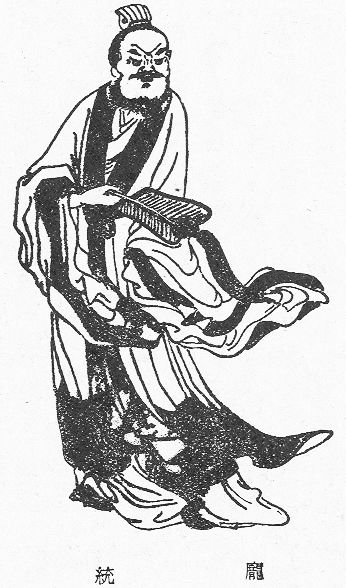
Pang Tong

Pang Tong (179-214) foi um assessor de Liu Bei durante o final da dinastia Han na História da China Oriental. Ele foi apelidado de "jovem Phoenix" (Fèngchú) por seu tio Pang Degong devido a sua aparência feia, fazendo uma analogia à ave. Pang Tong ganhou fama depois que conheceu Sima Hui, um estudioso recluso, que o declarou como um dos grandes talentos no sul da província de Jing, depois de passar um dia inteiro conversando com ele.